# 鳴瀬村
鳴瀬村（なるせむら）は、昭和29年（1954年）まで宮城県加美郡の東部にあった村。現在の加美町東部にあたる。

## 沿革
- 明治22年（1889年）4月1日 - 町村制施行にともない、下狼塚村・雑式目村・下新田村・平柳村・四日市場村の計5か村が合併して鳴瀬村が発足。
- 昭和29年（1954年）8月1日 - 中新田町・広原村と合併し、新制の中新田町となる。

## 行政

### 歴代村長
| 代 | 氏名       | 就任                      | 退任                       | 備考 |
| -- | ---------- | ------------------------- | -------------------------- | ---- |
| 1  | 宮野右門   | 明治22年（1889年）4月21日 | 明治22年（1889年）5月11日  |      |
| 2  | 福嶋秀三郎 | 明治22年（1889年）5月27日 | 明治36年（1903年）8月28日  |      |
| 3  | 伊藤喜蔵   | 明治36年（1903年）9月15日 | 明治38年（1905年）7月12日  |      |
| 4  | 福嶋秀三郎 | 明治38年（1905年）8月15日 | 明治42年（1909年）8月14日  | 再任 |
| 5  | 平田文治   | 明治42年（1909年）8月21日 | 大正14年（1925年）9月18日  |      |
| 6  | 福嶋奨也   | 大正14年（1925年）9月22日 | 昭和4年（1929年）9月24日   |      |
| 7  | 平田文治   | 昭和4年（1929年）9月25日  | 昭和6年（1931年）7月25日   | 再任 |
| 8  | 宮野謙三   | 昭和6年（1931年）8月10日  | 昭和10年（1935年）7月25日  |      |
| 9  | 荻原又寿郎 | 昭和10年（1935年）8月13日 | 昭和14年（1939年）8月12日  |      |
| 10 | 福嶋奨也   | 昭和14年（1939年）8月13日 | 昭和15年（1940年）8月3日   | 再任 |
| 11 | 北村周吉   | 昭和15年（1940年）8月31日 | 昭和19年（1944年）8月30日  |      |
| 12 | 荻原又寿郎 | 昭和19年（1944年）9月8日  | 昭和21年（1946年）11月26日 | 再任 |
| 13 | 加藤寿男   | 昭和22年（1947年）4月5日  | 昭和26年（1951年）4月4日   |      |
| 14 | 村山貞之助 | 昭和26年（1951年）4月30日 | 昭和29年（1954年）7月31日  |      |

## 交通

### 鉄道路線
- 仙台鉄道 - 駅なし